# Chromista
I cromisti (Chromista) sono un gruppo tassonomico non ortodosso di esseri viventi eucarioti unicellulari o pluricellulari, per la maggior parte fotosintetici, anche se vi sono stati inseriti organismi precedentemente classificati fra i "funghi inferiori", e dunque eterotrofi.
Nelle recenti classificazioni, in maniera controversa dato il possibile polifiletismo, il gruppo è stato elevato a livello di regno.
Il termine è stato coniato da Thomas Cavalier-Smith nel 1981 per un gruppo che comprendeva stramenopili e aptofite ma successivamente è stato inserito nel gruppo più ampio dei cromalveolati perché probabilmente parafiletico, dato che lasciava fuori gli alveolati.
Il regno ha alcune caratteristiche proprie come un reticolo periplastidiale, situato tra le due buste del cloroplasto e le due membrane esterne, la presenza in tutti e due i sottogruppi di clorofilla a e c. Il cloroplasto è costituito da quattro membrane: due membrane tipiche dei cloroplasti e due membrane esterne collegate generalmente al nucleo cellulare. Questa situazione sarebbe il risultato di un'endosimbiosi secondaria, e più precisamente dell'ingestione di un'alga rossa unicellulare dentro un altro organismo eucariote.